# جزيرة الشوق (رواية)

جزيرة الشوق (بالإسبانية : la isla de pasion) تعد العمل الثاني للكاتبة لورا ريستريبو حيث نشرت عام 1989 وتعد جزيرة الشوق الرواية الأولي لها في مجال الأدب.
تدور أحداثها عام 1900 خلال الثورة المكسيكية و الحرب العالمية الأولى, تحكي الرواية قصة مثيرة وحقيقية عن مجموعة من الأشخاص الذين تعرضوا علي مدي تسع سنوات لأقسي اختبارات البقاء علي قيد الحياة من بينها حرب تودي للموت ولكنك لاتستطيع خلالها مواجة أعدائك أو رؤية وجوههم. كل ذلك من خلال شخصية رامون أرنود، ضابط شاب بالجيش المكسيكي كلف بالقيام بمهمة في جزيرة صغيرة بالصحراء تسمي كليبرتون وتقع علي المحيط الهادي واصطحب معه خلال هذه الرحلة زوجته أليسيا وإحدي عشر جندي تصحبهم أسرهم أيضا. في هذه الأثناء دخلت المكسيك في دوار الحرب الأهلية وسقطت الحكومة التي أرسلتهم لهذه المهمة ولم يعد أحد يتذكرهم أو يتذكر هذه الجزيرة وتركوا لهلاكهم، وظلوا بهذه الجزيرة لمدة تسع سنوات يعانون من الطقس السيء ونقص الطعام فمات العديد منهم.
تعيد لورا ريستريبو إحياء هذه الواقعة بعد مرور سبعين عاما علي حدوثها وأصبحت من الماضي . فتتبعت مسار القصة وأجرت العديد من اللقاءات مع أقارب و أسر الباقين علي قيد الحياة وبحثت في أرشيف القوات البحرية المكسيكية و الولايات المتحدة و في رسائل الحب القديمة وفي احاديث وذكريات سكان عدة مدن بالمكسيك فكانت النتيجة هذه الرواية الرائعة التي كتبت خلال وجودها بالمعتقل السياسي .
جزيرة الشوق تتحدث عن الغربة والعزلة ولكنها تتحدث أيضا عن السعادة حين نعد للوطن.

## وصلات خارجية
رواية جزيرة الشوق 